# Epiplatys duboisi
Espèce
Epiplatys duboisi (anciennement Aphyoplatys duboisi) est une espèce de poissons téléostéens (Teleostei).